# Fading Frontier
Fading Frontier è il settimo album in studio del gruppo rock statunitense Deerhunter, pubblicato nel 2015.

## Tracce
1. All the Same – 3:05
2. Living My Life – 3:49
3. Breaker – 3:31
4. Duplex Planet – 2:40
5. Take Care – 4:12
6. Leather and Wood – 5:55
7. Snakeskin – 4:20
8. Ad Astra – 5:32
9. Carrion – 2:58

## Formazione

### Gruppo
- Bradford Cox - voce, chitarra, percussioni, tastiere, elettronica
- Lockett Pundt - chitarra, voce, tastiere
- Moses Archuleta - batteria, percussioni, elettronica
- Josh McKay - basso, organo

### Collaboratori
- Tim Gane - clavicembalo elettrico (4)
- James Cargill - sintetizzatori (5)
- Zumi Rosow - sassofono (7)